# Nervo toracodorsale
Il nervo toracodorsale è un nervo muscolare che origina come ramo collaterale dorsale del plesso brachiale. Nasce dal tronco secondario posteriore e riceve fibre da C6, C7 e C8.
Dopo la sua origine in cavità ascellare, il nervo toracodorsale scende parallelo al nervo toracico lungo fino al margine laterale della scapola, dal quale si distribuisce al muscolo grande dorsale ed al grande rotondo.